# Red Amick
Red Amick   (Kansas City, 19 de gener de 1929 - Crystal River, 16 de maig de 1995) és un pilot estatunidenc de curses automobilístiques. Va córrer a la Champ Car a les temporades 1958-1960 incloent-hi la cursa de les 500 milles d'Indianapolis del 1959 i 1960.

## Resultats a la Indy 500
| Any    | Cotxe  | Sortida | Vel. mitja | Ranking | Final  | Voltes | V. líder | Retirat   |
| ------ | ------ | ------- | ---------- | ------- | ------ | ------ | -------- | --------- |
| 1959   | 87     | 26      | 142.925    | 15      | 31     | 45     | 0        | Accident  |
| 1960   | 27     | 22      | 143.084    | 26      | 11     | 200    | 0        | Va acabar |
| Totals | Totals | Totals  | Totals     | Totals  | Totals | 245    | 0        |           |

| Curses | Poles | Voltes líder | Victòries | Retirades | Top 5 | Top 10 |
| ------ | ----- | ------------ | --------- | --------- | ----- | ------ |
| 2      | 0     | 0            | 0         | 0         | 0     | 1      |